# 許振乾

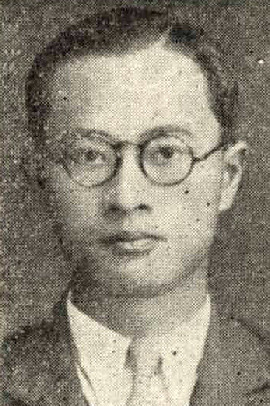
許振乾

許振乾（1908年12月25日—1963年），生於台灣日治時期新竹州（今台灣新竹市），商人與政治人物，為新竹著名士紳。創辦新竹客運。在新竹地方派系屬「東許」派。

## 生平

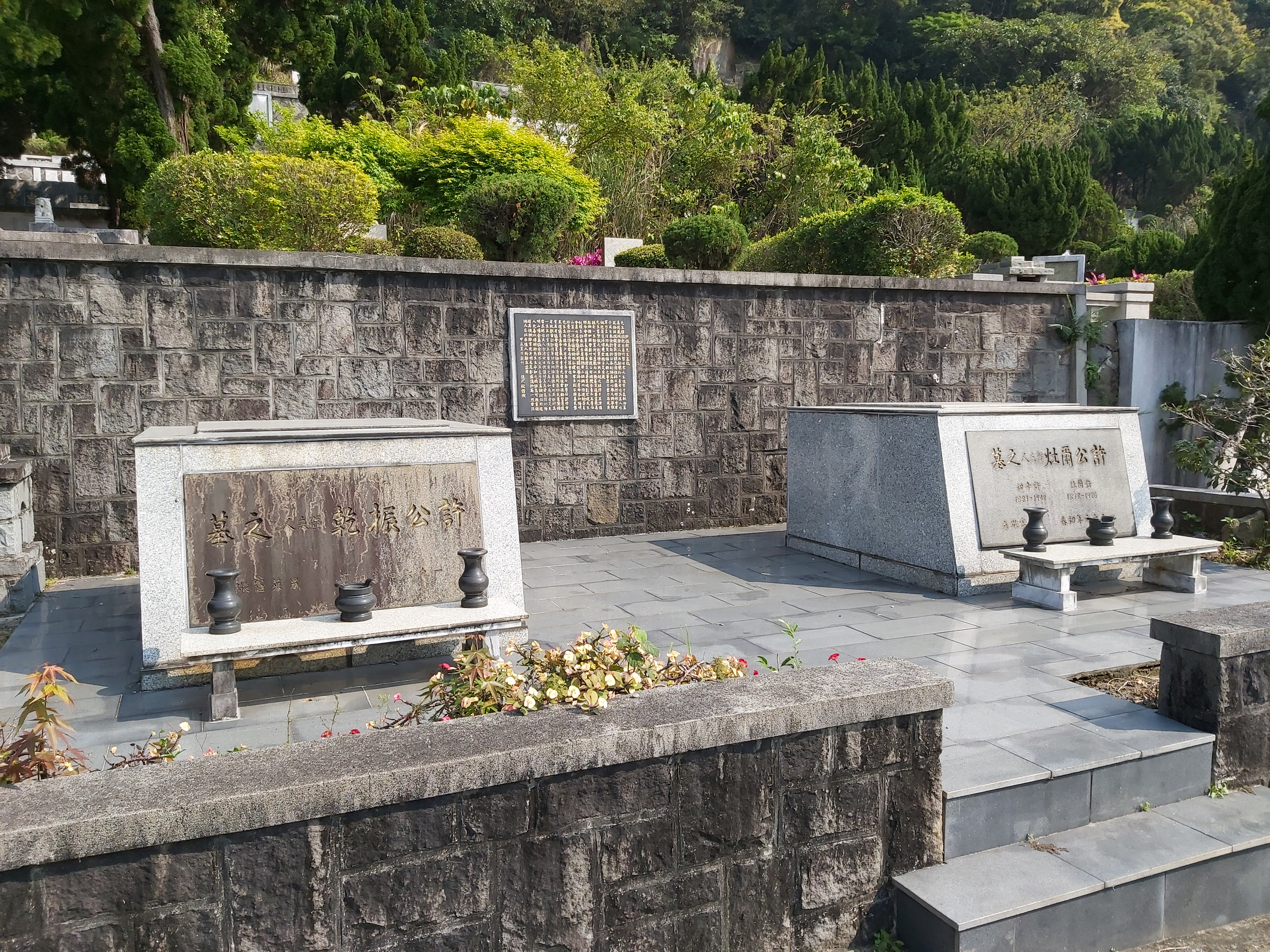
許爾灶與許振乾父子在臺北市北投區陽明山公墓的墓園

許振乾出身新竹望族，為家中長男。父親許爾灶，母親李甜。學齡後，至新竹第一公學校就讀，之後轉學新竹尋常高等小學。1922年，新竹州立新竹中學校成立，許振乾考取為第一屆學生。1926年，其父許爾灶過世，許振乾負責家中事業，繼承家業泰益商行。
1927年，自新竹中學畢業後，棄學從商。之後曾擔任新竹商工協會評議員、新竹州物產購買販賣利用組合理事、新竹商工會議所理事、新竹州柑橘同業組合理事等。1939年，先後出任新竹州農會議長、新竹商工會議所參事、商業部部長。成立新竹運送株式會社（今新竹運輸公司）。
1940年12月獲選為新竹市會議員。
戰後，許振乾曾任臺灣省臨時議會議員。1947年，台灣軌道株式會社改組為官商合辦之新竹客運公司，許氏為董事兼經理，同時擔任新竹縣汽車運輸商業同業工會理事長、新竹東區合作社 （今新竹五信）理事長。1948年新竹客運公司公股轉售民營，許氏兼任總理，並擔任新竹縣鐵路貨物承攬運送公會理事長。
1953年，台灣省第二屆臨時議會議員選舉，當時許振乾與經營新竹貨運的許金德爭取國民黨提名，雖然二許得票居前二名，許金德只超前24票。然而在國民黨考慮二許都是福佬人，不得不考慮多數客家選民的感受，所以未提名許振乾，反而提名了初選第三的客家人鄒滌之。許振乾雖遵從黨紀，但心有不平，懷疑黨內投票動了手腳，從此走上較自主的路線，與許金德派系競爭激烈、和黨部也不盡交融。:299-300
1954年，許振乾受聘為台灣省政府參議，新竹縣商會理事長。1957年，許振乾當選第1屆臺灣省議員。
1963年因車禍而腦溢血逝世。葬於陽明山第一公墓內其父母墓側。

## 紀念
- 1981年，新竹客運公司設「許振乾先生獎學基金」。

## 外部連結
- 新竹客運掌門人 —許振乾先生生平事略資料
- 許振乾，新竹市地方知識庫寶藏